# Хосе Мігель де Веласко Франко
Хосе Мігель де Веласко Франко (ісп. José Miguel de Velasco Franco; 29 вересня 1795 — 13 жовтня 1859) — болівійський політичний діяч, чотири рази займав пост президента країни (1828, 1829, 1839—1841 та 1848), більше ніж будь-хто інший, окрім Віктора Паса Естенсоро. Під час третього, найдовшого, із зазначених термінів перебування на посаді він затвердив конституцію Болівії.

## Пам'ять
- Хосе-Мігель-де-Веласко (провінція)